# Freedom Trail

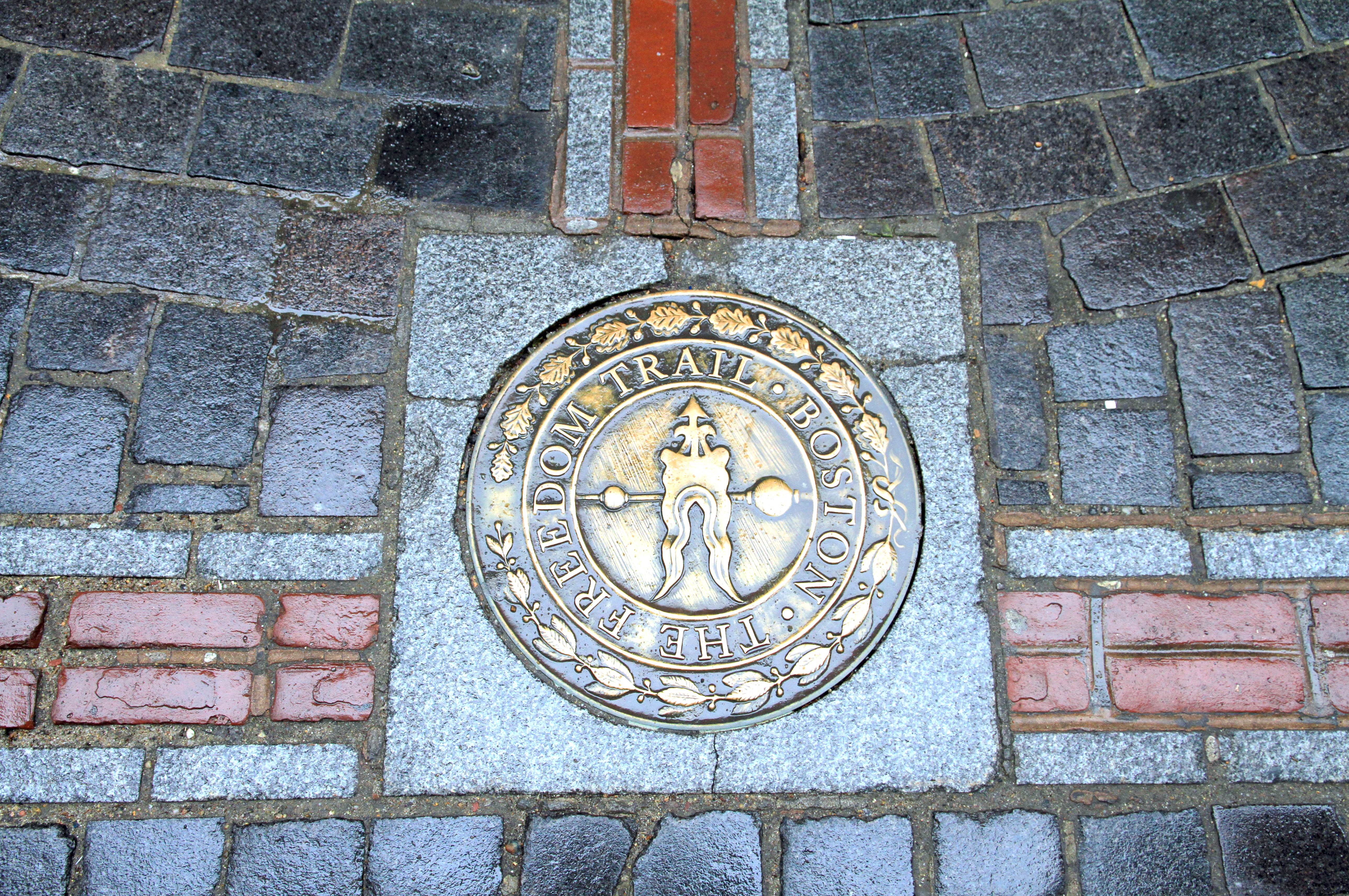
Placca del Freedom Trail

Il Freedom Trail (dall'inglese: Sentiero della libertà) è un percorso lungo 4 chilometri (2,5 miglia) che si snoda attraverso il centro di Boston, nel Massachusetts. Questo percorso attraversa 16 località molto significative per la storia degli Stati Uniti, in particolare per la guerra d'indipendenza. Segnalato in gran parte con dei mattoni, il Freedom Trail si snoda tra il Boston Common e il Bunker Hill Monument, a Charlestown. Le soste lungo il percorso includono semplici segni esplicativi posti sul suolo, cimiteri, chiese e edifici degni di nota e una storica nave da guerra. Mentre la maggior parte dei luoghi sono ad ingresso gratuito o a donazione libera, l'Old South Meeting House, l'Old State House e la Paul Revere House sono a pagamento. Il Freedom Trail è gestito dalla Freedom Trail Commission della città di Boston ed è finanziato in parte da fondi provenienti da varie organizzazioni non profit, donazioni private e dal Boston National Historical Park.

## Tappe
Le 16 tappe da sud verso nord sono:
1. Boston Common
2. Massachusetts State House
3. Chiesa di Park Street
4. Granary Burying Ground
5. King's Chapel
6. Statua di Benjamin Franklin ed ex sede della Boston Latin School
7. Old Corner Bookstore
8. Old South Meeting House
9. Old State House
10. Sito del massacro di Boston
11. Faneuil Hall
12. Casa di Paul Revere
13. Old North Church
14. Cimitero di Copp's Hill
15. USS Constitution
16. Monumento a Bunker Hill

## Nella cultura di massa
Il Freedom Trail è stato riprodotto nel videogioco Fallout 4, ambientato in una Boston post-apocalittica; all'interno del gioco, esso, se seguito, conduce alla base operativa dei Railroad sotto la Old North Church.